# Holler If Ya Hear Me
«Holler If Ya Hear Me» — промосингл Тупака Шакура, является первым синглом с альбома Strictly 4 My N.I.G.G.A.Z.. Название песни позже было использовано в названии книги о Тупаке Шакуре.
На песню был снят видеоклип, который был полностью показан в чёрно-белом цвете. Сюжет клипа повествует о маленькой девочке, которой пришлось наблюдать за смертью родного отца, после чего, борясь за выживание, повзрослевшей девушке пришлось взяться за оружие.
Оригинальная версия трека записана в этом же году, но уже совместно с участниками группы Live Squad — Stretch и Majesty, и дополнительным куплетом Тупака. Но в финальной версии было решено вырезать лишние куплеты.

## Дорожки
- 12"

1. «Holler If Ya Hear Me» (Black Caesar radio mix) — 3:28
2. «Holler If Ya Hear Me» (Black Caesar LP version) — 4:37
3. «Holler If Ya Hear Me» (Black Caesar instrumental) — 4:40
4. «Holler If Ya Hear Me» (Broadway mix) — 4:31
5. «Holler If Ya Hear Me» (New York Stretch mix) — 3:47
6. «Flex» — 4:19

- CD

1. «Holler If Ya Hear Me» (Black Caesar radio mix) — 3:28
2. «Holler If Ya Hear Me» (Black Caesar LP version) — 4:37
3. «Holler If Ya Hear Me» (Black Caesar instrumental) — 4:40
4. «Holler If Ya Hear Me» (Broadway mix) — 4:31
5. «Holler If Ya Hear Me» (Broadway instrumental) — 4:24
6. «Holler If Ya Hear Me» (New York Stretch mix) — 3:47
7. «Holler If Ya Hear Me» (New York Stretch instrumental) — 3:47
8. «Flex» — 4:19
9. «Flex» (instrumental) — 4:19

## Семплы
- «Atomic Dog» — Джордж Клинтон
- «Get Off Your Ass and Jam» — Funkadelic
- «Do It Any Way You Wanna» — People's Choice
- «I Heard It Through the Grapevine» — Роджер Траутман
- «Rebel Without a Pause» — Public Enemy